# Drahomír Kadlec
Drahomír Kadlec (* 29. listopadu 1965, Příbram, Československo) je bývalý český hokejový obránce.

## Kariéra

### Hokejbal
V roce 2006 ukončil svoji hokejovou kariéru a začal trénovat hokejbalový klub HBC Kladno, který dovedl ke čtyřem mistrovským titulům v české extralize. Počínaje rokem 2010 navíc trénuje také mužskou hokejbalovou reprezentaci, s níž o rok později (2011) triumfoval na mistrovství světa. S kladenským hokejbalovým mužstvem získal tituly mistrů republiky v letech 2009, 2010 a 2011, vyhrál Český pohár v roce 2008 a zvítězil v Evropském poháru 2008.

## Osobní život
Na konci roku 2014 ho postihla zdravotní komplikace, kvůli níž musel být v kritickém stavu hospitalizován v pražské motolské nemocnici a udržován v umělém spánku. S nemocí se léčil přibližně rok. Dokázal se z toho dostat a vrátil se k trénování hokejbalu, u kterého vydržel do roku 2022.

## Ocenění a úspěchy
- 1992 SM-l – Nejlepší nahrávač mezi obránci v playoff
- 1992 SM-l – Nejproduktivnější obránce v playoff

## Klubová statistika
| Sezóna        | Klub                 | Soutěž        |     | Základní část | Základní část | Základní část | Základní část | Základní část |   | Play off | Play off | Play off | Play off | Play off |
| Sezóna        | Klub                 | Soutěž        | Z   | G             | A             | B             | TM            | Z             | G | A        | B        | TM       |          |          |
| 1985–86       | Poldi SONP Kladno    | ČSHL          | 33  | 3             | 5             | 8             | 30            | —             | — | —        | —        | —        |          |          |
| 1986–87       | ASD Dukla Jihlava    | ČSHL          | 40  | 7             | 2             | 9             | 26            | —             | — | —        | —        | —        |          |          |
| 1987–88       | ASD Dukla Jihlava    | ČSHL          | 42  | 5             | 11            | 16            | 44            | —             | — | —        | —        | —        |          |          |
| 1988–89       | Poldi SONP Kladno    | ČSHL          | 34  | 7             | 14            | 21            | 46            | —             | — | —        | —        | —        |          |          |
| 1989–90       | Poldi SONP Kladno    | ČSHL          | 49  | 8             | 21            | 29            | 64            | —             | — | —        | —        | —        |          |          |
| 1990–91       | HIFK                 | SM-l          | 42  | 3             | 10            | 13            | 36            | 3             | 1 | 1        | 2        | 24       |          |          |
| 1991–92       | HIFK                 | SM-l          | 44  | 4             | 20            | 24            | 30            | 9             | 2 | 6        | 8        | 6        |          |          |
| 1991–92       | HIFK                 | SM-l          | 48  | 11            | 20            | 31            | 39            | 4             | 0 | 0        | 0        | 0        |          |          |
| 1993–94       | ESV Kaufbeuren       | 1.GBun        | 44  | 13            | 10            | 23            | 18            | 4             | 0 | 2        | 2        | 2        |          |          |
| 1994–95       | Kaufbeurer Adler     | DEL           | 43  | 9             | 26            | 35            | 36            | 3             | 1 | 2        | 3        | 2        |          |          |
| 1995–96       | Kaufbeurer Adler     | DEL           | 46  | 8             | 25            | 33            | 32            | —             | — | —        | —        | —        |          |          |
| 1996–97       | Kaufbeurer Adler     | DEL           | 29  | 5             | 9             | 14            | 12            | —             | — | —        | —        | —        |          |          |
| 1996–97       | HC ZPS-Barum Zlín    | ČHL           | 18  | 1             | 7             | 8             | 8             | —             | — | —        | —        | —        |          |          |
| 1997–98       | HC Chemopetrol, a.s. | ČHL           | 35  | 4             | 14            | 18            | 46            | 2             | 0 | 1        | 1        | 0        |          |          |
| 1998–99       | HC Opava             | ČHL           | 47  | 1             | 9             | 10            | 40            | —             | — | —        | —        | —        |          |          |
| 1999–00       | Tappara              | SM-l          | 5   | 0             | 0             | 0             | 0             | —             | — | —        | —        | —        |          |          |
| 1999–00       | EC Bad Tölz          | 2.BL          | 36  | 5             | 24            | 29            | 10            | —             | — | —        | —        | —        |          |          |
| 2000–01       | EC Bad Tölz          | 2.BL          | 40  | 4             | 16            | 20            | 30            | 14            | 1 | 4        | 5        | 10       |          |          |
| 2001–02       | Tölzer Löwen         | 2.BL          | 48  | 5             | 28            | 33            | 20            | 1             | 0 | 0        | 0        | 0        |          |          |
| 2002–03       | Tölzer Löwen         | 2.BL          | 46  | 5             | 32            | 37            | 58            | —             | — | —        | —        | —        |          |          |
| 2003–04       | HC Neumarkt-Egna     | LIHG          | 40  | 13            | 9             | 22            | 34            | —             | — | —        | —        | —        |          |          |
| 2004–05       | HC Neumarkt-Egna     | 1.LIHG        | 35  | 9             | 26            | 35            | 36            | 7             | 0 | 7        | 7        | 10       |          |          |
| 2005–06       | HC Neumarkt-Egna     | 1.LIHG        | 34  | 6             | 24            | 30            | 62            | 4             | 0 | 2        | 2        | 16       |          |          |
| Celkem v ČSHL | Celkem v ČSHL        | Celkem v ČSHL | 198 | 30            | 53            | 83            | 210           | —             | — | —        | —        | —        |          |          |
| Celkem v SM-l | Celkem v SM-l        | Celkem v SM-l | 139 | 18            | 50            | 68            | 105           | 16            | 3 | 7        | 10       | 32       |          |          |
| Celkem v DEL  | Celkem v DEL         | Celkem v DEL  | 118 | 22            | 60            | 82            | 80            | 3             | 1 | 2        | 3        | 2        |          |          |

## Reprezentace
| Rok                       | Tým                       | Soutěž                    | Z  | G | A  | B  | TM |
| ------------------------- | ------------------------- | ------------------------- | -- | - | -- | -- | -- |
| 1985                      | Československo 20         | MSJ                       | 7  | 1 | 2  | 3  | 2  |
| 1987                      | Československo            | MS                        | 5  | 0 | 2  | 2  | 2  |
| 1987                      | Československo            | KP                        | 3  | 0 | 1  | 1  | 12 |
| 1989                      | Československo            | MS                        | 9  | 0 | 0  | 0  | 10 |
| 1990                      | Československo            | MS                        | 9  | 1 | 1  | 2  | 4  |
| 1992                      | Československo            | OH                        | 8  | 1 | 4  | 5  | 6  |
| 1992                      | Československo            | MS                        | 8  | 2 | 2  | 4  | 10 |
| 1993                      | Česko                     | MS                        | 8  | 3 | 1  | 4  | 14 |
| 1994                      | Česko                     | OH                        | 8  | 0 | 2  | 2  | 4  |
| 1994                      | Česko                     | MS                        | 6  | 1 | 1  | 2  | 0  |
| 1996                      | Česko                     | MS                        | 8  | 1 | 3  | 4  | 2  |
| 1996                      | Česko                     | SP                        | 2  | 0 | 0  | 0  | 0  |
| Seniorská kariéra celkově | Seniorská kariéra celkově | Seniorská kariéra celkově | 74 | 9 | 17 | 26 | 54 |